# کنن ۱۲۱۵۳
سیارک ۱۲۱۵۳ (به انگلیسی: 12153 Conon، نامگذاری:3219T-1)۱۲۱۵۳مین سیارک کشف شده‌است که در ۲۶ مارس ۱۹۷۱ کشف شد.